# I'm With Stupid (canción)
«I'm With Stupid» es el segundo sencillo del disco debut de Static-X, Wisconsin Death Trip. La canción comienza con Wayne Static gritando junto con el coro: «“He's a loser”, she said» y moviéndose rápido con la guitarra.

## La mujer de la pala
En la canción, se puede oír la voz de una mujer diciendo frases cortas y poco claras, que en contexto parece ser que dice: «So I grabbed my shovel, and I beat him in the skull and took him down. Then I grabbed a rope and I hogtied him». Preguntado por este tema, Wayne Static dijo que está basado en hechos reales: «Esto es real. Está sacado de las noticias. No sé los detalles, pero alguien entró en la casa del vecino mientras estaban de vacaciones. Así que ella y su marido fueron y golpearon al tipo en la cabeza con una pala. Esto ocurrió en las afueras del sur de California. La mujer salió en las noticias y la estaban entrevistando como una heroína. Ella vivía en una caravana».

## Vídeo
El vídeo musical de la canción muestra al grupo tocando mientras una mujer con una pala en la mano persigue a una extraña criatura, que también aparece en los primeros videoclips de Static-X. Un par de monstruos y un hombre azul también aparecen. Al final, la mujer de la pala golpea a la criatura con ella, y revela su verdadera identidad: es el cantante del grupo, Wayne Static. 
- Datos: Q2627165